# Sidi Safi
Sidi Safi è un comune dell'Algeria, situato nella provincia di ʿAyn Temūshent.